# Бжезіни (Радомський повіт)
Бжезіни (пол. Brzeziny) — село в Польщі, у гміні Пйонки Радомського повіту Мазовецького воєводства.
Населення — 122 особи (2011).

## Демографія
Демографічна структура станом на 31 березня 2011 року:
|          | Загалом | Допрацездатний вік | Працездатний вік | Постпрацездатний вік |
| -------- | ------- | ------------------ | ---------------- | -------------------- |
| Чоловіки | 55      | 10                 | 38               | 7                    |
| Жінки    | 67      | 16                 | 37               | 14                   |
| Разом    | 122     | 26                 | 75               | 21                   |